# شهرستان مارتونی (استان خودمختار قره‌باغ کوهستانی)
شهرستان مارتونی (ترکی آذربایجانی: Martuni rayonu; ارمنی: Մարտունու շրջան)  یک واحد اداری در استان خودمختار قره‌باغ کوهستانی سابق (NKAO) بود. استان خودمختار قره باغ درون جمهوری سوسیالیستی شوروی آذربایجان قرار داشت.

## تاریخچه
مرکز اداری این شهرستان، شهر مارتونی بود.
استان خودمختار قره باغ کوهستانی در ۲۶ نوامبر ۱۹۹۱ منحل شد. در ۱۳ اکتبر ۱۹۹۲، در نتیجه ادغام شهرستان‌های مارتونی و هادروت، شهرستان خوجاوند ایجاد شد.
در جریان جنگ اول قره باغ، بیشتر این ناحیه تحت کنترل جمهوری خودخوانده آرتساخ قرار گرفت. پس از پایان جنگ اول قره باغ این بخش تبدیل به یکی از استان‌های جمهوری آرتساخ با نام استان مارتونی گردید. جمهوری آذربایجان پس از جنگ اول قره باغ تنها کنترل بخش کوچکی از شرق این ناحیه را در دست داشت .با این حال در جریان جنگ دوم قره باغ (۲۰۲۰)، جمهوری آذربایجان توانست کنترل بخش های جنوبی این منطقه را دوباره به دست آورد.

## جمعیت‌شناسی
| سال  | جمعیت | ترکیب قومی                                    | منبع          |
| ---- | ----- | --------------------------------------------- | ------------- |
| ۱۹۳۹ | ۳۲۲۹۸ | ۹۳٬۶٪ ارمنی‌ها، ۴٬۶٪ آذربایجانی‌ها، ۱٬۴٪ روس‌ها  | سرشماری شوروی |
| ۱۹۵۹ | ۲۴۸۴۱ | ۸۷٬۳٪ ارمنی‌ها، ۱۱٬۹٪ آذربایجانی‌ها، ۰٬۵٪ روس‌ها | سرشماری شوروی |
| ۱۹۷۰ | ۲۶۱۷۸ | ۸۵٬۵٪ ارمنی‌ها، ۱۴٬۰٪آذربایجانی‌ها، ۰٬۲٪ روس‌ها  | سرشماری شوروی |
| ۱۹۷۹ | ۲۷۷۴۲ | ۷۹٬۳٪ ارمنی‌ها، ۱۹٬۸٪ آذربایجانی‌ها، ۰٬۶٪ روس‌ها | سرشماری شوروی |